# Ouzouer-sous-Bellegarde
Ouzouer-sous-Bellegarde ist eine französische Gemeinde mit 314 Einwohnern (Stand: 1. Januar 2022) im Département Loiret in der Region Centre-Val de Loire. Sie ist Teil des Kantons Lorris im Arrondissement Montargis. Die Einwohner werden Oratoriens genannt.

## Geographie
Ouzouer-sous-Bellegarde liegt etwa 50 Kilometer ostnordöstlich von Orléans an der Bezonde. Umgeben wird Ouzouer-sous-Bellegarde von den Nachbargemeinden Mézières-en-Gâtinais im Norden, Ladon im Nordosten, Villemoutiers im Osten, Auvilliers-en-Gâtinais im Süden und Osten, Quiers-sur-Bézonde und Bellegarde im Westen sowie Fréville-du-Gâtinais im Nordwesten.

## Bevölkerungsentwicklung
| 1962                       | 1968 | 1975 | 1982 | 1990 | 1999 | 2006 | 2018 |
| -------------------------- | ---- | ---- | ---- | ---- | ---- | ---- | ---- |
| 253                        | 246  | 215  | 219  | 256  | 259  | 254  | 313  |
| Quellen: Cassini und INSEE |      |      |      |      |      |      |      |

## Sehenswürdigkeiten
- Kirche Saint-Denis aus dem 13. Jahrhundert, seit 1928 Monument historique

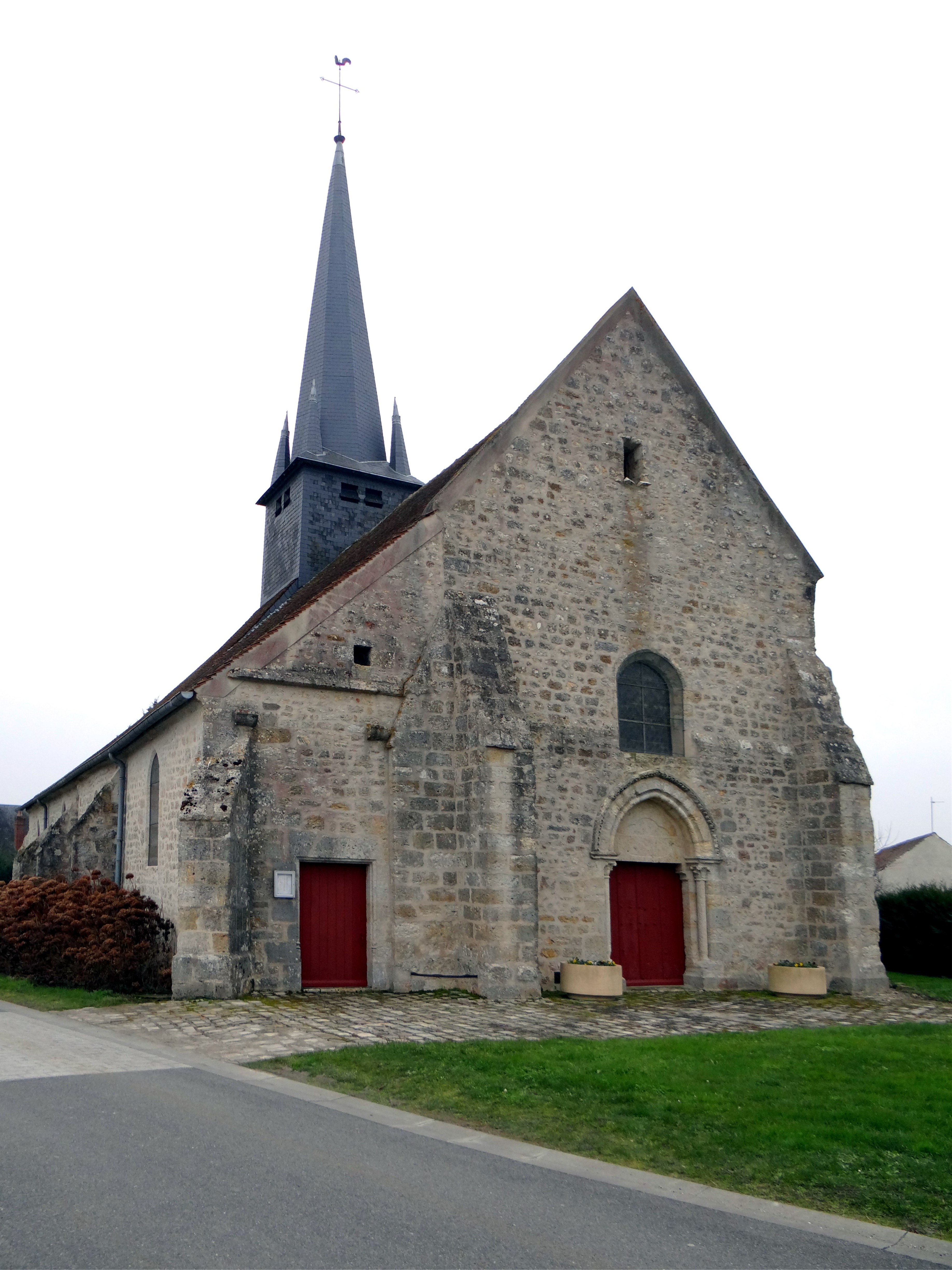
Kirche Saint-Denis